# Tampa Bay Buccaneers 1978
La stagione 1978 dei Tampa Bay Buccaneers è stata la 3ª della franchigia nella National Football League.
La squadra iniziò la stagione con nuovo talento in attacco, avendo selezionato nel primo giro del draft il quarterback Doug Williams. Il tight end Jimmie Giles, parte dello scambio che fece arrivare Williams, emerse come il miglior ricevitore della squadra e detiene ancora dei record di franchigia.

## Scelte nel Draft 1978
|  | = Pro Bowler |

| Scelta             | Giro | Giocatore       | Ruolo         | College              |
| 1 (da Houston)     | 17   | Doug Williams   | Quarterback   | Grambling State      |
| 2                  | 30   | Johnny Davis    | Running back  | Alabama              |
| 2 (da Houston)     | 44   | Brett Moritz    | Guard         | Nebraska             |
| 6 (da Los Angeles) | 162  | Elijah Marshall | Wide Receiver | North Carolina State |
| 8                  | 196  | John McGriff    | Linebacker    | Miami (FL)           |
| 9                  | 223  | Willie Taylor   | Wide Receiver | Pittsburgh           |
| 10                 | 252  | Aaron Brown     | Linebacker    | Ohio State           |
| 12                 | 307  | Kevin McLee     | Running Back  | Georgia              |

## Calendario
| Stagione regolare |            |                        |           |      |                               |     |          |        |
| Ora               | Data       | Avversario             | Risultato | Ora  | Stadio                        | TV  | Pubblico | Record |
| 1                 | 2/9/1978   | New York Giants        | S 13–19   | 8:00 | Tampa Stadium                 | CBS | 67,456   | 0–1    |
| 2                 | 9/9/1978   | Detroit Lions          | S 7–15    | 8:00 | Tampa Stadium                 | CBS | 64,443   | 0–2    |
| 3                 | 17/9/1978  | at Minnesota Vikings   | V 16–10   | 1:00 | Metropolitan Stadium          | CBS | 46,152   | 1–2    |
| 4                 | 24/9/1978  | Atlanta Falcons        | V 14–9    | 4:00 | Tampa Stadium                 | CBS | 58,073   | 2–2    |
| 5                 | 1/10/1978  | Minnesota Vikings      | S 7–24    | 1:00 | Tampa Stadium                 | CBS | 65,972   | 2–3    |
| 6                 | 8/10/1978  | at Kansas City Chiefs  | V 30–13   | 1:00 | Arrowhead Stadium             | CBS | 38,201   | 3–3    |
| 7                 | 15/10/1978 | at New York Giants     | S 14–17   | 1:00 | Giants Stadium                | CBS | 68,025   | 3–4    |
| 8                 | 22/10/1978 | Chicago Bears          | W 33–19   | 1:00 | Tampa Stadium                 | CBS | 68,146   | 4–4    |
| 9                 | 29/10/1978 | at Green Bay Packers   | S 7–9     | 1:00 | Lambeau Field                 | CBS | 55,108   | 4–5    |
| 10                | 5/11/1978  | at Los Angeles Rams    | S 23–26   | 1:00 | Los Angeles Memorial Coliseum | CBS | 55,182   | 4–6    |
| 11                | 12/11/1978 | at Detroit Lions       | S 23–34   | 2:00 | Pontiac Silverdome            | CBS | 60,320   | 4–7    |
| 12                | 19/11/1978 | Buffalo Bills          | V 31–10   | 1:00 | Tampa Stadium                 | NBC | 61,383   | 5–7    |
| 13                | 26/12/1978 | at Chicago Bears       | S 3–14    | 1:00 | Soldier Field                 | CBS | 42,373   | 5–8    |
| 14                | 3/12/1978  | Green Bay Packers      | S 7–17    | 1:00 | Tampa Stadium                 | CBS | 67,754   | 5–9    |
| 15                | 10/12/1978 | at San Francisco 49ers | S 3–6     | 4:00 | Candlestick Park              | CBS | 30,931   | 5–10   |
| 16                | 17/12/1978 | New Orleans Saints     | S 10–17   | 1:00 | Tampa Stadium                 | CBS | 51,207   | 5–11   |